# Mendel Ellencweig
Mendel Ellencweig też Maks Ellencweig (ur. 1882 w Kielcach, zm. 1942 w Treblince) – żydowski przedsiębiorca, właściciel dwóch kieleckich kin; ofiara Holocaustu.

## Życiorys
Był synem trudniącego się lichwą Gabriela Ellencweiga. W 1909 roku wraz ze Stanisławem Tomickim uruchomił w Kielcach kino „Phenomen”. Początkowo mieściło się ono na pierwszym piętrze budynku u zbiegu ul. Konstantego i Małej. Po trzech latach, ze względu na trudności w zabezpieczaniu przeciwpożarowym, Ellencweig przeniósł je do kamienicy położonej u zbiegu ul. Konstantego i Staszica. Ellencweig układał program kina pod kątem edukacji młodzieży, której przysługiwały zniżki na bilety. W 1913 roku wyświetlił filmy: 300-lecie panowania Romanowych, Nieporozumienie z teściową i Bogini rozpusty, czym naraził się carskiej policji. Kino, nieczynne w czasie I wojny światowej, otwarto ponownie w 1916 roku za zgodą władz austriackich. W 1919 roku starostwo powiatowe podjęło próbę przejęcia kina i przekazania go jednej z organizacji społecznych. Ellencweig odwołał się od tej decyzji i po interwencji z Warszawy władze kieleckie zgodziły się wydać stosowną koncesję. 
W latach 20. XX wieku wybudował w centrum Kielc przy ul. Staszica 6 kino „Palace”, które otworzył w 1926 roku. Znajdowało się w nim 501 miejsc, w tym kilkadziesiąt lóż. Posiadało ono pierwszą w mieście aparaturę dźwiękową, wyświetlało filmy polskie, niemieckie, amerykańskie oraz produkcje w języku jidysz.
Ellencweig aktywnie wspierał działalność dobroczynną. W 1917 roku co pewien czas przeznaczał 8, 10 darmowych biletów dla leczonych w szpitalu Żydów legionistów. W kwietniu 1919 roku dochód z dwóch dni działalności kina przekazał na rzecz inwalidów wojennych. W 1920 roku przekazywał dziennie do kieleckiego magistratu 660 marek polskich. Angażował się finansowo w powstania śląskie, przeznaczał także duże sumy pieniędzy na kursy zawodowe dla młodzieży. Był zwolennikiem pożyczek rozpisywanych przez państwo. 
Pod koniec lat 30. XX wieku był zwolennikiem syjonizmu. Jako delegat uczestniczył w III Kongresie Syjonistycznym. Był jednym z współzałożycieli stowarzyszenia „Iwrija”, działającego na rzecz popularyzacji języka hebrajskiego wśród Żydów mieszkających w diasporze.
We wrześniu 1939 roku przebywał jako zakładnik w kieleckim więzieniu przy ul. Zamkowej. Dwa lata później trafił do miejscowego getta, skąd w 1942 został wywieziony do Treblinki, gdzie został zamordowany.